# Xeromphalina campanelloides
Xeromphalina campanelloides är en svampart som beskrevs av Redhead 1988. Xeromphalina campanelloides ingår i släktet Xeromphalina och familjen Mycenaceae.   Inga underarter finns listade i Catalogue of Life.